# Constantin Vârnav
Constantin Vârnav, ortografiat și Vîrnav, (n. 21 august 1806, Hilișeu, județul Dorohoi – d. 21 august 1877, Iași) a fost un medic român, protomedic al Moldovei între anii 1849-1855, organizator al sistemului sanitar în Moldova
și deputat în Parlamentul României.

## Biografie
Constantin Vârnav s-a născut în 1806 în satul Hilișeu din județul Dorohoi, în familia lui Vasile Vârnav, mic moșier. Fratele său, călugărul Sofronie Vârnav (cu numele de mirean Scarlat, n. 1801), a fost unul din cei mai entuziaști promotori ai Unirii Principatelor.
Din 1831 pînă în 1836 a studiat medicina la Universitatea din Viena și la Universitatea din Pesta, unde a obținut doctoratul în 1836 cu teza în limba latină Rudimentum Physiographie Moldaviae (Scurtă fiziografie a Moldovei). Constantin Vârnav a fost primul moldovean doctor în medicină. În lucrarea sa de doctorat Vârnav prezintă date importante privind epidemiologia și istoria medicinei: bolile existente în Moldova, condițiile climatice, economice și sociale, medicamentele întrebuințate de popor semnalând pentru prima oară într-o lucrare științifică valoarea procedeelor curative populare.
Constantin Vârnav a murit în 1877 la Iași și a fost înmormântat în Cimitirul „Eternitatea”. Monumentul său funerar a fost inclus pe lista monumentelor istorice, având codul IS-IV-m-B-04354.

## Activitatea medicală
După obținerea doctoratului se întoarce în Moldova și, din 1836, practică medicina devenind ulterior, între anii 1849–1855 în timpul domniei lui Grigore Alexandru Ghica, protomedic al Moldovei. Din acest post el a participat la realizarea unor proiecte de îmbunătățire sanitară, sprijinind organizarea și dezvoltarea Spitalului „Sfântul Spiridon” și a Institutului Gregorian, viitoarea Maternitate din Iași.
În paralel cu activitatea de îngrijire medicală exercită și o activitate didactică și de popularizare a igienei, predând între din 1842 și până la 30 iunie 1845 medicina populară la Seminarul teologic „Veniamin Costachi” de la Socola și fondând, în 1844, Povățuitorul sănătății și al economiei, publicație periodică dedicată popularizării igienei, medicinei veterinare și agronomiei în mediul rural. Această revistă este precursoarea revistei Foaia societății de medici și naturaliști din Principatul Moldovei (1851) și, ulterior, a Buletinului Societății (1866) și a Revistei medico-chirurgicale.
În timpul epidemiei de holeră din 1847-1848, epidemie în care a murit și mitropolitul Moldovei Meletie Lefter, pe lângă activitatea de îngrijire a bolnavilor, Constantin Vârnav a desfășurat și o activitate de educație sanitară, publicând Despre holera epidemiască (1848) și ulterior Despre holera asiatică (1872), lucrări ce tratau despre istoricului holerei și mijloacelor de combatere și care au fost considerate ca foarte docte pentru vremea sa.
Constantin Vârnav a fost membru al Societății de Medici și Naturaliști din Iași, prima societate de acest fel fondată în Principatele Române în 1833 de către Jacob Czihak și Mihai Zotta, jucând un rol active în activitatea acesteia și ocupând un timp funcția de vicepreședinte.

## Activitatea politică
Constantin Vârnav a făcut parte din Partida unionistă, militând pentru Unirea Principatelor. A făcut parte din Divanul ad-hoc și a fost ales de mai multe ori deputat și senator în Parlamentul României din partea județului Dorohoi.